# 古埃及创世神话
古埃及创世神话是古埃及人认为的有关创世神话的解释。追溯到旧王国时代（公元前2780－2250年），金字塔铭文，也就是那些墓画和文字记录，已经为我们对埃及创世神话的解读提供了充足的資訊 。这些神话也形成了世界上最早的宗教文物。古代埃及人拥有许多创造神和与其相关的传说。因此，在埃及的不同部分，世界可以被看作是以不同方式被创造的。
在所有的神话中，世界都是在太阳第一次初升，从无限，死寂的海洋中诞生的；时间是遥远的「zp tpj」时期（有时也记录为「Zep Tepi」）。不同的神话有不同的创造神：八位初神“八元神”，自我繁殖的神亚图姆及其子嗣；睿智之神卜塔；神秘与不可见之神阿蒙。当不同的创始观点达到了某种竞争关系时，它们也是互补的；因为它们都是埃及人理解世界的创造的不同侧面。

## 共同点
不同的创世神话有一些共有的元素——世界都是从死寂的混沌之水努恩中升起的。从努恩之水中升起了第一个土堆，是金字塔的形状，叫做奔奔石。这些共同元素可能都受到尼罗河每年定期泛滥的启发;退去的潮水在它所及之处留下了肥沃的土地，而埃及人可能就把这看作是无序混沌中生命的产生。金字塔形土堆的想象可能就起源于泛滥结束后地面上堆起的土堆。
太阳也和创世紧密相连。太阳是创世的土堆上，以主神拉或是凯布利的形象最先升起。太阳的诞生有很多种描述，要么直接在土堆上诞生，要么诞生于土堆上的莲花；形式也多种多样，要么是鹭，要么是隼、蜣螂、或是人类孩子。
另一个共有元素便是「世界蛋」（cosmic egg）；这是原始之水或者创始土堆的替代品。一个版本的故事提到，作为原始力量的太阳神出现在创世的土堆上，自己站在初始之水中。

## 宇宙演化说
每个不同版本的创始神话都和特定神祇的主要教派有关；教派分布在古埃及的主要城市：赫尔莫普利斯、赫里奥波里斯、孟菲斯（和底比斯。在某种程度上，神话代表着相竞争的神学体系，但也代表了创世过程的不同方面。

### 赫利奥波利斯
在赫利奥波利斯，创造神是亞图姆；亞图姆和拉联系非常紧密；拉就是那位站在努恩之水中的神祇。亞图姆能够自我繁殖，他最终成为了世界上所有的元素和力量，赫利奥波利斯神话也描述了亞图姆从单一神祇“进化”的过程。一开始，当亞图姆出现在最初的土堆时，他生下了空气神舒（代表宇宙中一切空的部分）和他的姊妹泰芙努特。至于亞图姆生殖的过程，神话运用了类似自慰的隐喻 - 他自慰时用的手体现了他的女性特征。也有说法，舒和泰芙努特是亞图姆打喷嚏时创造出来的，这是运用了他们名字的双关隐喻。然后，舒和泰芙努特交合，生下了天空神努特和地神盖布，他们定义了世界的界限。盖伯和努特生下了四个孩子，代表着四种力量。俄西里斯——丰饶与重生之神；伊西斯——母性女神；赛特——混沌之神；奈芙蒂斯——赛特的女性对立面。于是，神话展示了生命诞生的过程。这九位神祇在神学上被称作九柱神，但是那八个次要神都被视为时亞图姆的延申。